# Éric Guirado
Éric Guirado (* 16. September 1968 in Lyon) ist ein französischer Regisseur und Drehbuchautor.

## Leben
Guirado begann seine Filmkarriere beim regionalen Fernsehsender France 3 Rhône-Alpes, für den er Porträts und Dokumentationen realisierte. Dabei widmete er sich vor allem den Porträts von Wanderhändlern der Region, die auf dem Sender in der Reihe Les camions épiciers gezeigt wurden. Sein erster Kurzspielfilm Lonelytude ou une légère éclaircie erschien 1994. Weitere Kurzfilme folgten. Sein erster großer Erfolg wurde der 1999 auf den Internationalen Filmfestspielen von Cannes gezeigte Kurzfilm Un petit air de fête, der in Cannes den Prix Kodak gewann und 2001 mit einem César als Bester Kurzfilm ausgezeichnet wurde.
Mit Vom Himmel hoch drehte Guirado 2003 seinen ersten Langfilm, wobei er dabei das Thema von Un petit air de fête über die Vertreibung von Obdachlosen aus Innenstädten wieder aufnahm und den Film auch mit den Darstellern des Kurzfilms besetzte. Wie bei allen seinen Filmen schrieb Guirado auch hier das Drehbuch. Von der Kritik hochgelobt wurde Guirados zweiter Spielfilm Der fliegende Händler (2007), der für einen César in einer Darstellerkategorie nominiert wurde. Dabei widmete er sich erneut dem Thema der Wanderhändler. In seinem dritten Langfilm, Possessions (2011), setzte sich Guirado frei der „Affäre Flactif“ auseinander – einem Mordfall, der sich 2003 in Le Grand-Bornand zugetragen hatte.
Im Jahr 2013 war Guirado Jurymitglied der Caméra d’Or bei den Internationalen Filmfestspielen von Cannes.

## Filmografie
Wenn nicht anders angegeben, Regie und Drehbuch:
- 1994: Lonelytude ou une légère éclaircie (Kurzfilm)
- 1997: Les beaux jours (Kurzfilm)
- 1999: Un petit air de fête (Kurzfilm)
- 2000: Super boulette (Kurzfilm)
- 2000: Je suis un super héros (Kurzfilm)
- 2000: Étoffe (Kurzfilm)
- 2000: De marbre (Kurzfilm)
- 2000: & frères (Kurzfilm)
- 2003: Vom Himmel hoch (Quand tu descendras du ciel)
- 2007: Comoedia, une renaissance (Dokumentarfilm)
- 2007: Der fliegende Händler (Le fils de l’épicier)
- 2009: Le début de l’hiver (Kurzfilm)
- 2011: Possessions

## Auszeichnungen (Auswahl)
- 1999: French Grand Prix, Brest European Short Film Festival, für Un petit air de fête
- 1999: Prix Kodak, Internationale Filmfestspiele von Cannes, für Un petit air de fête
- 2000: 3. Preis der Jury, Uppsala International Short Film Festival, für Un petit air de fête
- 2000: Besondere Erwähnung der Jury im nationalen Wettbewerb, Festival du Court-Métrage de Clermont-Ferrand, für Un petit air de fête
- 2001: César, Bester Kurzfilm, für Un petit air de fête
- 2010: Nominierung Bester Kurzfilm, Internationales Filmfestival Warschau, für Le début de l’hiver